# Always Dreaming
Always Dreaming, född 25 februari 2014, död 10 december 2024, var ett engelskt fullblod som tävlade mellan 2016 och 2018. Han tränades ursprungligen av Dominick Schettino, men flyttades efter ett par månader till Todd Pletcher. Han reds oftast av John Velazquez. Han var känd för att ha segrat i 2017 års upplaga av Kentucky Derby.

## Karriär
Always Dreaming började tävlade i juli 2016 och sprang totalt in 2,4 miljoner dollar på 11 starter, varav 4 segrar, 2 andraplatser och 2 tredjeplatser. Han tog sin största seger i Kentucky Derby (2017). Han segrade även i Florida Derby (2017).
Always Dreaming gjorde endast två starter som tvååring, och förblev segerlös under debutsäsongen. Som treåring fick han sitt stora genombrott, och hans första löp som treåring var ett maidenlöp på Tampa Bay Downs, där han startade som favoritspelad. I löpet segrade han med 11,5 längd. Under treåringssäsongen lyckades han även segra i Florida Derby, som hör till de så kallade Super Six-löpen i Road to the Kentucky Derby. Med segern blev han kvalificerad att starta i Kentucky Derby.

### Kentucky Derby
2017 års upplaga av Kentucky Derby hölls den 6 maj på Churchill Downs, på en bana som officiellt sades vara våtsnabb. Efter att ha dragit startposition fem i ett fullt fält på 20 hästar, gjordes Always Dreaming till andrahandsfavorit på förhand. När vadslagningen öppnade, minskade hans odds något, vilket kom att göra honom till favorit.
I löpet öppnade Always Dreaming bra och fick rygg på ledande State of Honor. Efter en halv mile flyttade jockeyn John Velazquez honom till utsidan av State of Honor och de två hästarna kämpade mot varandra in i den bortre svängen. När andra hästar sedan började utmana om ledningen svarade Always Dreaming snabbt med att dra ifrån och öppna upp en ledning på flera längder på upploppet, och segrade med 2 3⁄4 längder.
Hans nästa start blev i Preakness Stakes, i hopp om att vinna det andra löpet i Triple Crown. I Preakness ledde han från början, utmanad av Derbykonkurrenten Classic Empire. I den sista svängen reds Classic Empire till ledning och såg ut att gå mot seger, till Cloud Computing kom spurtandes och besegrade Classic Empire med ett huvud. Always Dreaming, slutade på en åttondeplats.
Ägarna till Always Dreaming valde att hoppa över Belmont Stakes för att Always Dreaming skulle få tid att återhämta sig under resten av tävlingssäsongen. Den 29 juli startade han i Jim Dandy Stakes, där han slutade trea, och den 26 augusti slutade han nia i Travers Stakes.

### Som avelshingst
Always Dreaming gjorde två starter 2018, slutade tvåa i Gulfstream Park Hardacre Mile och femma i Alysheba Stakes på Churchill Downs. Hans pensionerades från tävlingskarriären den 5 september 2018, och stallades upp på WinStar Farm under 2019, där han var verksam som avelshingst.
Den 10 december 2024 avled Always Dreaming på River Oaks Farm i Oklahoma av kolikrelaterade komplikationer.